# Wilhelm Heinrich Dornseiff
Wilhelm Heinrich Dornseiff (* 1813 in Gedern; † 1872 in Darmstadt) war ein deutscher Offizier und letzter Kriegsminister des Großherzogtums Hessen.

## Familie
Der Vater von Wilhelm Dornseiff, Friedrich Georg Ludwig Dornseiff, war Sekretär der Gräflich-Stolberg'schen Gesamtkanzlei in Gedern. Seine Mutter, Friederike, war eine geborene Melior. Wilhelm Dornseiff blieb unverheiratet.

## Karriere

### Militär
Seine Militärkarriere begann Wilhelm Dornseiff als Kadettkorporal im 3. Infanterie-Regiment. 1838 wurde er Secondeleutnant im 4. Infanterie-Regiment, 1846 Oberleutnant im 1. Infanterie-Regiment, 1854 Hauptmann, 1862 Major.

### Kriegsministerium
Noch als Major wurde Wilhelm Dornseiff am 14. April 1868 – wie sich herausstellen sollte: letzter – Kriegsminister des Großherzogtums Hessen. Er löste Generalmajor Eduard von Grolman ab, der das Amt nur knapp zwei Jahre innehatte. In dessen kurze Amtszeit fiel die Militärkonvention vom 7. April 1867, mit der das großherzoglich-hessische Militär als Großherzoglich Hessische Division in die Preußische Armee eintrat.
Wilhelm Dornseiff hatte in seiner Funktion als Minister den Titel eines „Direktors“ des Kriegsministeriums. Da der Rang eines Majors für einen Kriegsminister viel zu gering war, wurde er noch 1868 gleich zwei Mal befördert: Am 15. Juli 1868 wurde er Oberstleutnant, am 3. Dezember 1868 Oberst. In seine Amtszeit fiel der Deutsch-Französische Krieg (1870/71), die Gründung des Deutschen Reiches und in der Folge die Militärkonvention mit Preußen vom 13. Juni 1871. Mit dieser Konvention wurden die hessischen Verbände zum 1. Januar 1872 endgültig Teil der preußischen Armee und ein hessisches Kriegsministerium hatte kaum noch Aufgaben. So wurde das Ministerium zum 1. Januar 1872 ebenfalls aufgelöst und der Minister in den Ruhestand entlassen.

## Ehrungen
- 1862 Ritterkreuzes I. Klasse des Verdienstorden Philipps des Großmütigen[6]
- 1866 Ritter I. Klasse des Ludewigs-Ordens[7]
- 1869 Preußischer Roter Adlerorden III. Klasse[8]
- 1871 Komturkreuzes II. Klasse des Verdienstordens Philipps des Großmütigen[9]